# Pasiasula eidmanni
Genre
Espèce
Pasiasula eidmanni, unique représentant du genre Pasiasula, est une espèce d'araignées aranéomorphes de la famille des Thomisidae.

## Distribution
Cette espèce est endémique de Bioko en Guinée équatoriale.

## Étymologie
Cette espèce est nommée en l'honneur de Hermann August Eidmann.

## Publication originale
- Roewer, 1942 : Opiliones, Pedipalpi und Araneae von Fernando Poo. 21. Beitrag zu den wissenschaftlichen Ergebnissen der Westafrika Expedition Eidmann 1939/40. Veröffentlichungen aus dem Deutschen Kolonial- und Übersee-Museum in Bremen, vol. 3, p. 244-258.